# Nice (singolo)
Nice è un singolo del gruppo musicale inglese Duran Duran, pubblicato nel 2005 ed estratto dall'album Astronaut.

## Tracce
- CD (Promo; Europa)

1. Nice (Album version) – 3:27

- Download digitale

1. Nice (Eric Prydz Mix) – 3:28
2. Nice (Eric Prydz Radio Mix) – 3:39
3. Nice (Eric Prydz Radio Too Mix) – 3:37
4. Nice (Pablo La Rosa Naughty & Nice Mix) – 7:20
5. Nice (Johnson Somerset Atomic Ice Remix) – 7:01
6. Nice (Mike Greig So Nice Mix) – 3:54
7. Nice (Dready Mix) – 3:51

## Formazione
- Simon Le Bon - voce
- Nick Rhodes - tastiera
- John Taylor - basso
- Roger Taylor - batteria
- Andy Taylor - chitarra